# Новокрасненська сільська рада
Но́вокра́сненська сільська́ ра́да — орган місцевого самоврядування в Арбузинському районі Миколаївської області. Адміністративний центр — село Новокрасне.

## Загальні відомості
- Населення ради: 1 696 осіб (станом на 2001 рік)
- Територією ради протікає річка Малокорабельна.

## Населені пункти
Сільській раді підпорядковані населені пункти:
- с. Новокрасне

## Склад ради
Рада складається з 16 депутатів та голови.
- Голова ради: Прокоф'єв Олексій Маркович
- Секретар ради: Дуйко Валентина Іванівна

### Керівний склад попередніх скликань
| ПІБ                          | Основні відомості                                                 | Дата обрання | Дата звільнення |
| ---------------------------- | ----------------------------------------------------------------- | ------------ | --------------- |
| Шавлуташвілі Тамазі Шакрович | Сільський голова, 1953 року народження, безпартійний              | 26.03.2006   | 31.10.2010      |
| Прокоф'єв Олексій Маркович   | Сільський голова, 1947 року народження, освіта вища, безпартійний | 31.10.2010   |                 |

Примітка: таблиця складена за даними джерела